# RP Resource Record
Mit einem RP Resource Record (RP=Responsible Person, verantwortliche Person) wird einem Netzobjekt eine Personenangabe zugeordnet.

## Aufbau
Namezum Beispiel ein Server-Name
TTLgibt an, wie lange der RR im Cache gehalten werden darf
INInternet
RP
MailboxMail-Adresse (@ wird durch . ersetzt)
TxtName, für den ein TXT Resource Record existiert

## Beispiel
```
server1.example.com.  3600  IN  RP   emusterfrau.example.com.  em.example.com.
em.example.com.       3600  IN  TXT  "Erika Musterfrau Zimmer 3/145  Tel. -1234"
```